# 假六棱菊
假六棱菊（学名：Laggera intermedia）为菊科六棱菊属的植物。分布在印度、中南半岛以及中国大陆的广西等地，一般生长在路旁及山坡阳处，目前尚未由人工引种栽培。
其种加词“intermedia”意为“中间的”。
现接受名为翼齿六棱菊（Laggera crispata (Vahl) Hepper & J.R.I.Wood, 1983）。